# Consonne nasale labiale-vélaire voisée
La consonne nasale labiale-vélaire voisée est un son consonantique que l’on retrouve dans certaines langues. Le symbole dans l’alphabet phonétique international est [ŋ͡m].
Dans certaines langues du nord du Vanuatu telles que le mwotlap et le vurës, on trouve cette consonne labiovélarisée [ŋ͡mʷ], orthographiée m̄.